# Трапанаро (Терамо)
Трапанаро (итал. Trapannaro) је насеље у Италији у округу Терамо, региону Абруцо.
Према процени из 2011. у насељу је живело 21 становника. Насеље се налази на надморској висини од 475 м.